# Vieux norrois
Pour les articles homonymes, voir Norrois.
Le vieux norrois (ou norrǿnt mál, à l'origine des langues scandinaves actuelles) correspond aux premières attestations écrites de la langue scandinave médiévale (langue germaniques septentrionale).

## Définition
Il n'existe pas de définition unique de ce qu'est le vieux norrois, et donc, de la littérature norroise.
Dans le sens le plus large, le terme « vieux norrois » désigne la langue du Danemark, de la Norvège et de la Suède ainsi que des colonies scandinaves comme l'Islande pendant l'âge des Vikings (v.  750-1050), le haut Moyen Âge et le Moyen Âge central (v.  1050-1350),,.
À l'opposé, dans le sens le plus restreint, le terme peut ne désigner que le vieux norvégien du Moyen Âge haut et central.
Enfin, on peut trouver une définition intermédiaire, qui est utilisée notamment par la Viking Society for Northern Research et la Bibliothèque nationale de France. Elle consiste à considérer le terme comme désignant la langue de la Norvège entre environ 750 et 1350 (après quoi le norvégien évolue considérablement) et la langue de l'Islande entre la colonisation du pays (v.  870) et la Réforme protestante (v.  1550, ce qui constitue plus une barrière culturelle que linguistique),.
Néanmoins, le vieux norrois n'étant pas entièrement uniforme mais s'agissant plutôt d'une collection de dialectes avec de nombreuses affinités, il doit donc être compris comme un terme générique pour désigner le vieil islandais, le vieux norvégien, le vieux danois, le vieux suédois et le vieux gotlandais, — mais il est souvent utilisé comme synonyme de vieil islandais, car la majorité des sources viennent d'Islande. Même pris dans son sens le plus restreint, soit uniquement la langue médiévale norvégienne et islandaise, bien qu'il y eût une unité entre les différents dialectes du monde scandinave occidental durant cette période, le norvégien de 750 n'est pas le même que celui de 1350. De plus, lorsque les colons norvégiens emportèrent leur langue en Islande, elle finit par diverger, par certains aspects, de la langue mère norvégienne.

## Classification
Le vieux norrois appartient au groupe septentrional des langues germaniques, d'où sont issues les langues scandinaves.

## Histoire

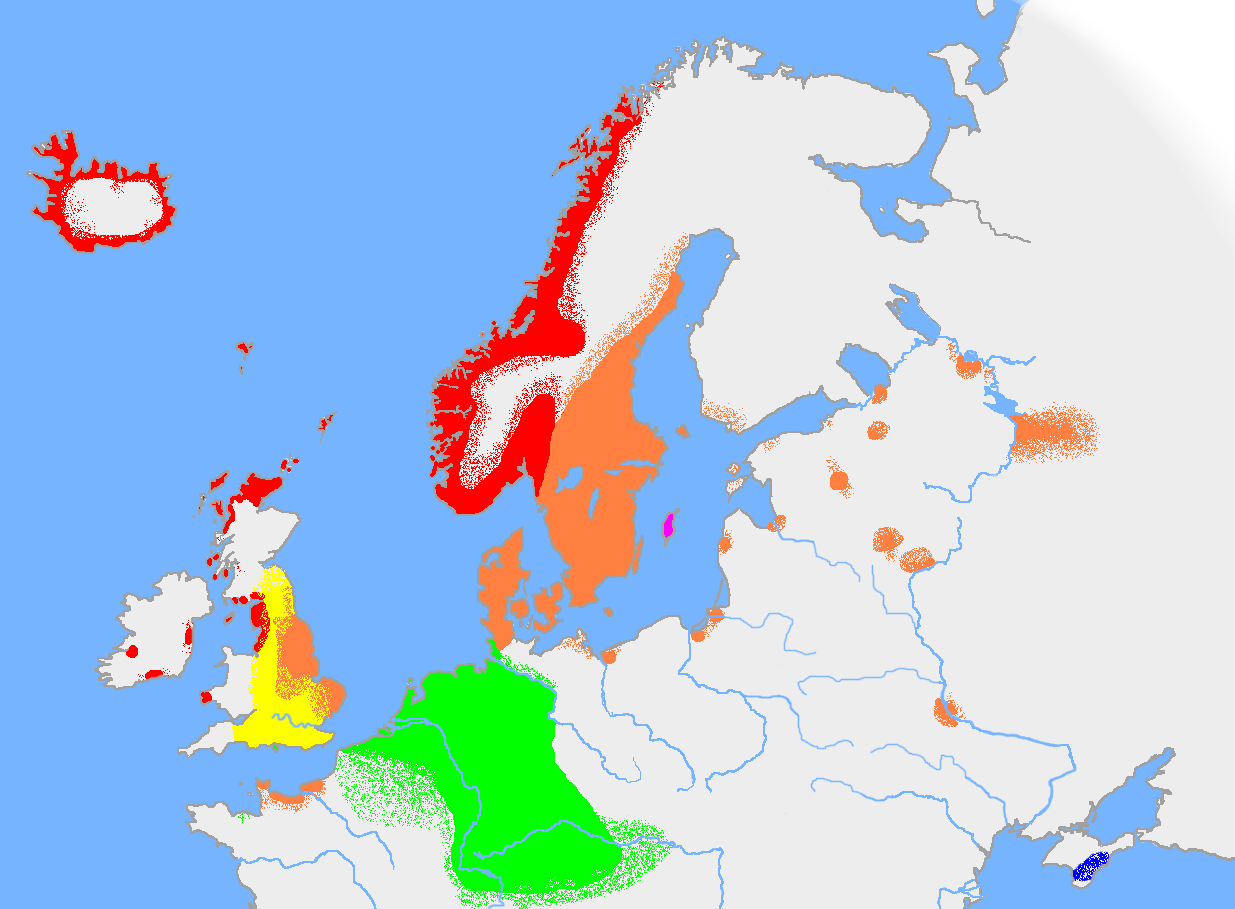
L'extension du vieux norrois et des langues apparentées au début du Xe siècle :
Dialecte de l'ouest
Dialecte de l'est
Ancien gutnisk
Gotique de Crimée
Vieil anglais
Autres langues germaniques pour lesquelles le vieux norrois conserve des éléments intelligibles.

L'origine du vieux norrois date de l'expansion de l'indo-européen commun, ancêtre des langues germaniques, slaves, celtiques, indo-iraniennes, romanes et grecques. Avec les migrations, le commerce avec d'autres civilisations, et le contact avec des langues non-indo-européennes. Au fil des siècles naît ainsi le proto-germanique ou germanique commun.
Le proto-germanique va lui-même se scinder en trois groupes entre la fin de l'ère pré-chrétienne et le début de l'ère chrétienne :
- le groupe des langues germaniques occidentales, d'où sont issus le vieil anglais, le vieux frison, le vieil haut allemand et le vieux saxon[5] ;
- le groupe des langues germaniques orientales, seulement attesté par le gotique, aujourd'hui éteint[5] ;
- le groupe des langues germaniques septentrionales ou langues scandinaves[5].

En vérité cette vision en trois branches est simpliste, et le vieux norrois possède des similitudes avec le groupe occidental que n'a pas le gotique, et des similitudes avec le gotique que n'a pas le groupe occidental.
On distingue traditionnellement trois périodes dans l'évolution des langues scandinaves :
- avant le VIIe siècle, le stade de l'ancien scandinave, ou proto-norrois qui ne comprenait pas encore de variantes dialectales significatives ;
- entre les VIIe et XVe siècles, celui du vieux scandinave, qui se différenciait en deux dialectes très similaires :
  - le dialecte du scandinave oriental, parlé au Danemark, dans le Schleswig (aujourd'hui allemand) et dans ses établissements d'outremer : le Danelaw en Angleterre et une petite partie de la Normandie. Il était parlé également en Suède et dans les établissements varègues de Russie. Il s'est progressivement scindé, à partir du XIIe siècle, en vieux suédois et vieux danois (da) (on ajoute souvent à ces deux dialectes une troisième branche, le vieux gutnisk parlé sur l'île de Gotland) ;
  - le dialecte du scandinave occidental, qui est le seul à être désigné usuellement sous le nom de (vieux) norrois, parlé en Norvège et dans ses anciennes colonies d'outremer : Islande, îles Féroé, îles Shetland, îles Orcades, île de Man, certaines parties de l'Écosse (notamment insulaires), de la Normandie (voir influence du vieux norrois et du vieux danois sur le normand et la toponymie normande), du Groenland, ainsi que dans les quelques comptoirs Vikings d'Irlande.
    - Les descendants actuels du scandinave occidental sont l'islandais, le féroïen (des îles Féroé) et le norvégien ; des trois, c'est ce dernier qui a changé le plus radicalement, en partie à cause de l'influence du danois et du suédois, mais surtout du fait de l'orientation donnée par l'évolution linguistique générale de la Scandinavie.
- à partir du XVe siècle, enfin, on entre dans l'ère des langues scandinaves modernes : principalement le norvégien, le danois, le suédois et l'islandais.

Le vieux norrois est de loin la variété la mieux attestée d'ancien scandinave ; le norrois « classique » est le langage dans lequel ont été rédigées les sagas islandaises des XIIe et XIIIe siècles et les Eddas, dont l'Edda en prose de Snorri Sturlusson, décrivant la mythologie viking avec une neutralité étonnante de la part d'un clerc.

## Répartition géographique

### Diffusion
Le vieux norrois a influencé de nombreuses langues : le russe, l'anglais, le normand et le français via le normand. Les langues qui en sont aujourd'hui les plus proches sont l'islandais, qui en conserve un fonds très important, le féroïen et dans une moindre mesure les langues scandinaves.
En France, seule la toponymie normande est caractérisée par la présence d'appellatifs toponymiques issus du vieux norrois (búð / bóð > -beuf « baraque, village », topt / toft > -tot « établissement », bekkr > -bec, Bec- « ruisseau », lundr > -lon(de) « bois, bosquet », lunda > londe « bois, bosquet », Þorp > Torp(s), -tour(p) « hameau », Þveit > -tuit, Thuit- « essart », etc.). Ceci est dû à l'installation de colons danois, norvégiens et anglo-scandinaves au Moyen Âge qui se poursuit sur quelques générations après la création d'une principauté normande (en 911). En revanche, le vocabulaire d’origine norroise du normand, le plus souvent relatif au monde maritime, s'est en partie diffusé en français.

## Alphabet et phonologie

### Les graphies et leur valeur phonétique
L'ancien scandinave est attesté sous deux formes graphiques :
- en écriture runique, aussi appelée « futhark » ;
- en alphabet latin, qui fut introduit en même temps que le christianisme peu après l'an 1000.

Dans l'alphabet latin, il a été nécessaire d'ajouter certains signes pour représenter tous les sons de l'ancien scandinave. Voici un tableau des voyelles de l'ancien scandinave telles qu'elles étaient représentées dans l'alphabet latin : 
| Voyelles fermées | Valeur |
| ---------------- | ------ |
| i                | [i]    |
| í                | [iː]   |
| y                | [y]    |
| ý                | [yː]   |
| u                | [u]    |
| ú                | [uː]   |

| Voyelles ouvertes | Valeur     |
| ----------------- | ---------- |
| e                 | [ɛ]        |
| é                 | [eː]       |
| ø                 | [ø]        |
| œ                 | [œː]       |
| o                 | [ɔ]        |
| ó                 | [oː]       |
| æ                 | [ɛː]       |
| a                 | [a]        |
| á                 | [aː], [ɑː] |
| ǫ                 | [ɒ]        |

Les symboles ǫ, ę (ne sont plus utilisés et n'apparaissent donc pas dans le tableau) et ø (à l'origine une ligature par superposition de o et e) datent du XIIe siècle. Ils ont été proposés pour l'orthographe du vieil islandais par l'auteur du Premier traité de grammaire. Æ est emprunté au vieil anglais. Le vieux norrois connaissait en outre trois diphtongues : æi, ǫu et æy. Ces diphtongues étaient transcrites par des digrammes dans les manuscrits.
Pour les consonnes, on emprunta les graphèmes þ (th dur, comme dans faith en anglais, souvent translittéré th) et ð (th doux, comme dans le the anglais ; souvent translittéré dh) au vieil anglais ; le signe y transcrivant la voyelle labiale d'avant fermée fut aussi emprunté au vieil anglais.

### L'accentuation
Le vieux norrois faisait la différence entre syllabes accentuées et syllabes non accentuées. L'accent portait habituellement sur le radical des mots, c'est-à-dire, dans la plupart des cas, sur la première syllabe. Dans les mots composés, le premier élément portait en général l'accent primaire, mais un accent secondaire apparaissait sur le deuxième élément. Dans certains cas, c'était le préfixe qui était porteur de l'accent (et le radical restait alors inaccentué).

## Grammaire

### Les noms
Les noms du norrois se classent selon deux critères :
1. leur suffixe d'origine ;
2. leur genre.

#### Suffixes forts et suffixes faibles
Il y avait deux possibilités :
- le suffixe accentué d'origine se terminait par la voyelle « a », « o long », « i » ou « u » : le nom relevait alors de la déclinaison forte ;
- le suffixe accentué d'origine se terminait par la séquence « an », « on » ou « in » : le nom relevait alors de la déclinaison faible. À cette déclinaison appartenaient également quelques noms se terminant en « nd » ou en « r », ou bien ceux qui ne se terminaient pas par un suffixe accentué.

#### Le genre nominal
Le vieux norrois comportait trois genres grammaticaux : masculin, féminin, et neutre. Le genre dépendait généralement du suffixe accentué originel du nom ; en général :
- les noms en « -a » étaient masculins ou neutres ;
- les noms en « -o » long étaient féminins ;
- les noms en « -u », masculins ;
- les noms en « -n », « nd » ou « r » étaient soit masculins soit féminins.

#### Le nombre
À l'origine, il existait trois nombres grammaticaux : le singulier, le pluriel et le duel, comme en grec ancien ou en breton. À l'époque classique, toutefois, le duel s'était depuis longtemps fondu avec le pluriel  en ce qui concerne les noms, du moins.

#### Les déclinaisons nominales
Les déclinaisons du vieux norrois comprenaient quatre cas, les mêmes que ceux que l'on retrouve en allemand moderne : nominatif, accusatif, datif et génitif.
| cas       | singulier    | pluriel        |
| --------- | ------------ | -------------- |
| nominatif | armaz > armr | armōr > armar  |
| accusatif | arma > arm   | armanz > arma  |
| datif     | armē > armi  | armumz > ǫrmum |
| génitif   | armas > arms | armō > arma    |

(Précédés d'un point, les formes reconstituées ; à leur suite, les formes attestées en norrois classique).
| cas       | singulier | pluriel |
| --------- | --------- | ------- |
| nominatif | granni    | grannar |
| accusatif | granna    | granna  |
| datif     | granna    | grǫnnum |
| génitif   | granna    | granna  |

### Les adjectifs
À l'origine, les adjectifs étaient déclinés comme les noms ; cependant, déjà en proto-germanique, on adopta certaines formes pronominales qui donnèrent naissance à une déclinaison adjectivale particulière, mixte des déclinaisons nominale et pronominale.
| cas       | singulier | singulier | singulier | pluriel  | pluriel | pluriel |
| cas       | masculin  | féminin   | neutre    | masculin | féminin | neutre  |
| --------- | --------- | --------- | --------- | -------- | ------- | ------- |
| nominatif | -         | -         | t         | ir       | -       | -       |
| accusatif | (a)n      | a         | t         | -        | -       | -       |
| datif     | um        | ri        | u         | -        | -       |         |
| génitif   | -         | rar       | -         | ra       | ra      | ra      |

Les autres formes utilisent :
- les terminaisons en « a » au masculin et au neutre ;
- et les terminaisons en « ō » au féminin.

Cette déclinaison est utilisée lorsque l'adjectif fonctionne comme prédicat ou modifie une phrase nominale indéfinie. Cette déclinaison est aussi appelée « déclinaison forte ».
Dans les phrases nominales définies, on utilise en revanche une « déclinaison faible » :
- terminaison « an » au masculin et au neutre singulier ;
- terminaison « ōn » au féminin singulier ;
- au pluriel, terminaison « um » au datif pour tous les genres, et « u » à tous les autres cas.

#### Comparatif et superlatif
Il existait deux systèmes en norrois :
- la plupart des adjectifs utilisaient le suffixe « -ar » pour former le comparatif et « -ast » pour le superlatif : « ríkr » → « ríkari » → « ríkarstr », « puissant » ;
- mais un petit groupe d'adjectifs formaient leur comparatif et leur superlatif avec les suffixes « -r » et « -st » associés à une inflexion provenant d'un « i » disparu qui précédait la finale : « langr » → « lengri » → « lengstr », « long ».

### Les pronoms personnels
La série des pronoms est, en norrois, composée de trois systèmes morphologiques distincts :
- les pronoms personnels proprement dits ;
- les pronoms de la troisième personne ;
- les pronoms démonstratifs de distance et de proximité.

Les trois séries s'organisent selon des systèmes différents.

#### Les pronoms personnels proprement dits
Ils s'organisent en trois nombres (singulier, duel, pluriel) et quatre cas, mais ne font pas de différences entre les genres. Ce sont les pronoms de la première et de la deuxième personne, et les réflexifs de la troisième personne.
Parmi les nombres, le duel correspond, comme en grec ancien, aux situations où deux individus (ou deux groupes) sont face à face.
| cas       | singulier | singulier | singulier | duel  | duel  | pluriel | pluriel |
| --------- | --------- | --------- | --------- | ----- | ----- | ------- | ------- |
| nominatif | ek        | þú        | -         | vit   | it    | vér     | ér      |
| accusatif | mik       | þik       | sik       | okkr  | ykkr  | oss     | yðr     |
| datif     | mér       | þér       | sér       | okkr  | ykkr  | oss     | yðr     |
| génitif   | mín       | þín       | sín       | okkar | ykkar | vár     | yðar    |

#### Les pronoms personnels de la troisième personne
Cette série s'organise en distinguant les genres (masculin et féminin) et correspond à une racine germanique caractérisée par un préfixe « h- ». En vieux norrois, ce système s'utilise uniquement au singulier et seulement pour les genres masculin et féminin. Le génitif tient lieu de pronoms et d'adjectifs possessifs.
| cas       | masculin | féminin |
| --------- | -------- | ------- |
| nominatif | hann     | hon     |
| accusatif | hann     | hana    |
| datif     | honum    | henni   |
| génitif   | hans     | hennar  |

#### Les pronoms démonstratifs de distance et de proximité
Cette série se divise en deux groupes :
Les démonstratifs de distance sont formés sur deux paradigmes, « sa » (qui n'est utilisé que pour le nominatif singulier et le féminin), et « þa » :
| Cas       | Singulier | Singulier | Singulier | Pluriel  | Pluriel | Pluriel |
| Cas       | masculin  | féminin   | neutre    | masculin | féminin | neutre  |
| --------- | --------- | --------- | --------- | -------- | ------- | ------- |
| nominatif | sá        | sú        | þat       | þeir     | þær     | þau     |
| accusatif | þann      | þá        | þat       | þá       | þær     | þau     |
| datif     | þeim      | þeirra    | því       | þeim     | þeim    | þeim    |
| génitif   | þess      | þeirrar   | þess      | þeirra   | þeirra  | þeirra  |

Les démonstratifs de proximité étaient à l'origine formés sur la base des démonstratifs de distance, à laquelle on ajoutait les suffixes « -si » ou « -a », voire les deux comme dans l'ancien scandinave « þansi ». Ce système n'est cependant jamais attesté de façon consistante ; la racine et le suffixe semblent s'être mêlés très tôt pour former un nouveau radical de déclinaison très irrégulière. C'est pourquoi les formes de ce type de pronom démonstratif ont beaucoup varié en fonction des lieux et des époques.

### Les pronoms interrogatifs
Ces pronoms s'emploient comme en anglais : 
- Hver ert þú ? (« Qui es-tu ? ») ;
- Hvat ? (« Quoi ? ») ;
- Hvar ? (« Où ? ») ;
- Hver ? (« Qui ? ») ;
- Hví ? (« Pourquoi ? »).

### Les verbes
Comme les autres langues germaniques, le norrois fait la distinction entre verbes forts et verbes faibles.
À l'origine, les verbes faibles étaient formés d'un simple radical auquel on ajoutait un suffixe accentué ; au passé, on se contentait d'ajouter une terminaison dentale à ce suffixe accentué.
Les verbes forts, au contraire, ne possédaient pas de suffixe accentué ; le changement de temps était marqué par une alternance vocalique dans le radical.
En norrois, le système temporel se construit autour d'une seule opposition : passé face à tout ce qui n'est pas passé (en particulier, le présent). On retrouve un système similaire dans les langues sémitiques, qui opposent l'accompli à l'inaccompli (voir l'article Arabe standard moderne).

### Syntaxe
Au présent, la phrase s'organise de la manière suivante : complément-sujet-verbe (langue OSV).
Exemples :
- chez moi je retourne ;
- avec mon cheval en ville tu vas.